# Monagas
Statul Monagas este unul dintre cele 23 de state federale din Venezuela. În 2010, statul Monagas avea o populație de 908.626 de locuitori și o suprafață totală de 28.900 km². 
Capitala statului este orașul Maturín.